# Гессен-Филипсталь

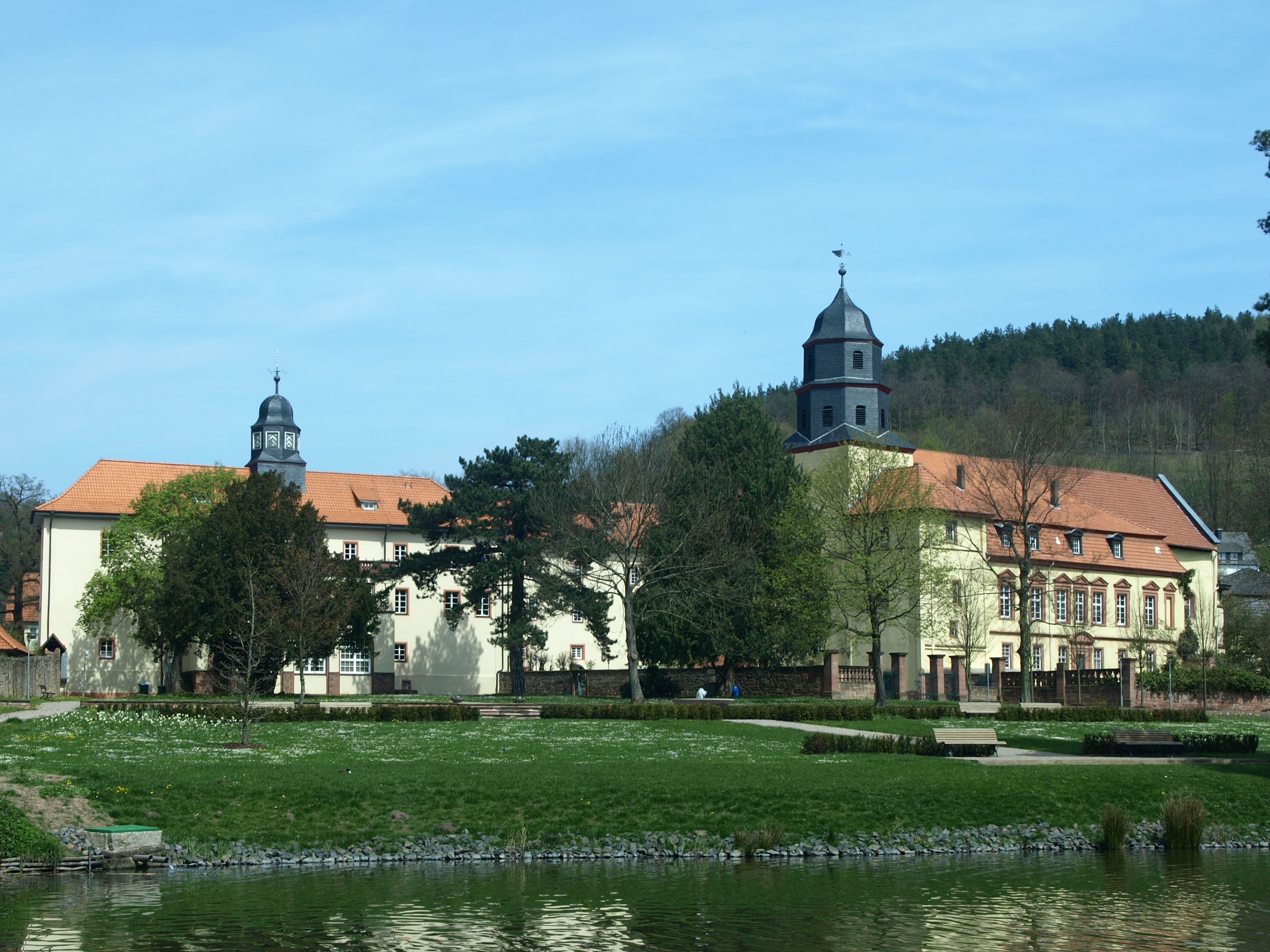
Филипстальский дворец

Гессен-Филипсталь (Гессен-Филиппсталь; нем. Hessen-Philippsthal или нем. Hessen-Philippstal) — побочная линия Гессенского дома, основанная в 1685 году Филиппом I, третьим сыном ландграфа Вильгельма IV Гессен-Кассельского и принцессы Гедвиги Софии Бранденбургской. Династия получила основное название по имени резиденции — Филипстальского дворца в одноимённом гессенском городке, также иногда именуется Гессен-Кройцбергской или Гессен-Кройцбургской по имени некогда существовавшего Кройцберга, где в 1685 году на руинах закрывшегося в 1568 году бенедиктинского монастыря при Херсфельдском аббатстве был возведён Филипстальский дворец.
Побочная линия этого дома Гессен-Филипсталь-Бархфельд, названная по Бархфельду в существовавшем до 1944 года гессенском эксклаве княжестве Шмалькальден, была основана вторым сыном Филиппа Вильгельмом Гессен-Филипсталь-Бархфельдским.
Обе линии получили в 1880 году от Пруссии из гессенского фидеикомисса ренту в 300 тысяч марок и дворцы Ротенбург и Шёнфельд в Касселе.
Гессен-кассельские  линии Гессен-Филипсталь-Бархфельд и Гессен-Румпенгейм, боковые, не правящие линии этого дома (не правящие родовыми землями). 